# Nitrozo
Nitrozo je funkcionalna grupa u organskoj hemiji koja sadrži NO grupu vezanu za organsku grupu. Razne nitrozo grupe se mogu okarakterisati kao C-nitrozo jedinjenja (npr., nitrozoalkani; R-N=O), S-nitrozo jedinjenja (nitrozotioli; RS-N=O), N-nitrozo jedinjenja (npr., nitrozamini; R2N-N=O), i O-nitrozo jedinjenja (alkil nitriti; RO-N=O). 
Nitrozili su neorganska jedinjenja koja sadrže NO grupu, na primer direktno vezanu za metal preko N-atoma, dajući metal-NO grupu. Alternativni, nemetalni primer je rasprostranjeni reagent nitrozil hlorid (Cl-N=O).
Azot monoksid je stabilan radikal sa nesparenim elektronom. 
Redukcijom azot monoksida se formira hiponitritni anjon, NO−:
Oksidacijom NO nastaje nitrozonijum katjon, NO+: